# Wai Lwin Aung
Wai Lwin Aung (ur. 26 czerwca 1991) – birmańska zapaśniczka w stylu wolnym.
Brązowa medalistka igrzysk Azji Południowo-Wschodniej w 2013 roku.